# Kazuyo Nomura
Kazuyo Nomura, född 4 september 1955 i Tanabe i Wakayama prefektur i Japan, är en svensk textilkonstnär och designer. År 2006 tilldelades hon The Nordic Award in Textiles.

## Biografi
Kazuyo Nomura är född och uppvuxen i Japan. Sedan slutet på 1980-talet  bor hon dock i Göteborg.
Utöver sina egna alster har hon varit involverad i flera rekonstruktionsprojekt, bland annat av Anders Berchs 1700-talstextilier och Tutankhamuns garderob. Hon har även varit delaktig i ett uppdrag i Siwaoasen, med syfte att skapa en vävnad till biblioteket i Alexandria. Hon har också utfört industriuppdrag för märken som Almedahls, Svenska Tyger och Ikea. Genom Statens konstråd fick hon år 2003 uppdraget att förse restaurangen i Svea Hovrätt i Wrangelska palatset med textil konst.

## Utställningar (urval)
- The Nordic Award in Textiles (2006-2007) – Textilmuseet i Borås, Borås[2]
- Tankens landskap (2008) – Konsthantverkarna, Stockholm[7][8]
- Konstellation – väv och stygn (2014) – Galleri Anna H, Göteborg[9]
- Konstellation – ljusets trådar och mörkrets (2021) – Galleri Anna H, Göteborg[10]

## Priser och utmärkelser (urval)
- 2006 – The Nordic Award in Textiles